# Борман, Сузанне
Сузанне Борман (нем. Susanne Bormann; род. 2 августа 1979, Клайнмахнов) — немецкая актриса.

## Биография
С 2000 по 2005 год обучалась в Университете музыки и театра города Росток по совету Андреаса Дрезена. Затем до 2007 года состояла в труппе Государственного театра Нюрнберга.

## Роли в кино
- 2012 — Барбара — режиссёр Кристиан Петцольд
- 2012 — Русская дискотека — режиссёр Оливер Цигенбальг
- 2011 — Влюбленная женщина — режиссёр Детлев Бук
- 2007 — Убийственный мир — режиссёр Рудольф Швайгер
- 2007 — Напротив — режиссёр Жан Бонни
- 2003 — Научиться лгать — режиссёр Хендрик Хандлёгтен
- 1999 — Ночные тени — режиссёр Андреас Дрезен

## Награды
- Grimme-Preis, 1996 для участия в фильме Abgefahren